# Morganfield
Morganfield é uma cidade localizada no estado americano de Kentucky, no Condado de Union.

## Demografia
Segundo o censo americano de 2000, a sua população era de 3494 habitantes.
Em 2006, foi estimada uma população de 3375, um decréscimo de 119 (-3.4%).

## Geografia
De acordo com o United States Census Bureau tem uma área de
5,5 km², dos quais 5,4 km² cobertos por terra e 0,1 km² cobertos por água. Morganfield localiza-se a aproximadamente 115 m acima do nível do mar.

## Localidades na vizinhança
O diagrama seguinte representa as localidades num raio de 20 km ao redor de Morganfield.